# かみさまのいうとおり!
『かみさまのいうとおり!』は、湖西晶による4コマ漫画作品。芳文社の月刊雑誌「まんがタイムきらら」「まんがタイムきららキャラット」それぞれの2003年12月号から連載され、きらら本誌では2013年2月号まで続いた（作者産休のため数回休載あり）。

## 作品概要
作者にとって初連載作品。とある高校の女生徒たちは、シスター見習い、神社の巫女、山伏、僧侶と個性豊か。そんな面々が宗教対立…をするわけではなく、といっても性格がいろいろと豊かなだけに、いろいろと巻き起こるドタバタを描く作品。
メインキャラの1人「まりあ」の想像力が極めてたくましく、ちょっとしたことも下ネタに絡めて解釈してしまうため、内容は少々お下品。

## 主な登場人物
キャストはドラマCD版のもの。

### 生徒
安倍 まりあ（あべ まりあ）
声：中原麻衣
本作の主人公。高校3年生（登場時は16歳、高校1年生）。血液型はO型。身長157cm。当時正確な生年月日が不明だったため、教会に引き取られた12月24日を誕生日としている。
名前の由来はアヴェ・マリアからと思われるが、苗字の「安倍」とバレッタの五芒星（後述）の関わりが示唆されている。
身寄りがなかったが、教会の神父に引き取られ育てられた。現在も教会に住み込み、シスター見習い中。
細身で、胸はBカップ。年齢にしてはやや控えめだが、山伏やなむには羨ましがられている。
明るいカーキ色のロングヘアーで、頭の左前側に十字架形のバレッタをつけている。瞳はオレンジ色。
明るく元気で素直な性格だが、やや天然ボケ。猫アレルギー持ちでもある。
学校の成績は低迷ぎみで、1年時の実力テストで学年ワースト2位を取ったほど。運動も苦手だが、家庭科、音楽、理科は得意。
語尾に「（だ）よー」とつける癖がある（丁寧に話すときは「ですー」「ますー」となる場合も）。
普段シスター姿であるためワンピースを好む。編み上げブーツも大好き。
教会の家事一切を引き受けており、洋食全般が得意。趣味はお菓子作り。昼食は自作の弁当。
幼い頃に「母親がいないのに自分が存在している」ことに疑問をもち、人間がどうやって発生するのかということについて独力で学習した結果、性的な知識が無駄に蓄えられて異常なまでの耳年増になってしまった。
「ごく普通の会話の中の単語や語呂合わせなどから、えっちな方向に妄想を膨らませ、鼻血を出す」という、思春期の男子もびっくりの困った性癖を持ち、これが本作品の主要なネタの一つとなっている。
土御門 雨（つちみかど あめ）
実妹の晴から明かされた、まりあの真の名前。
実は陰陽道を継ぐ「土御門家」の長女であり、誕生日は6月9日。
バレッタは、まりあが教会に引き取られた時に唯一持っていたもの。元は陰陽道の式神の護符の形だったが、神父が十字架形に加工した。裏面に五芒星が彫ってあり、暗と明はこれを探していた。
鳥居 くりこ（とりい くりこ）
声：伊藤静
まりあのクラスメイト。まりあとは幼なじみで親友。血液型はA型。身長163cm。10月01日生まれ。高校1年、2年の時も同じクラスだった。まりあには「くりちゃん」と呼ばれている。
名前の由来は神社で鳥居、祀っている神の使いがキツネなので「狐狗狸（こくり）」→「くりこ」という由来で名づけられたが、気づくとこんなエロい名前に（特に西洋風に名・姓の順で読むと…）。
神社の娘で、ふだんは巫女をしている。花粉症持ちでもある。
姉のたまもには昔から許婚がおり、そのためくりこが神社を継ぐことになっている。
モスグリーンのショートヘアー。瞳はライトパープル。小学生の頃から眼鏡をかけている。視力は両眼とも裸眼0.1、矯正1.0。
胸は巨乳で、小学4年の頃にはすでにブラジャーを着けていた。だが、それについては誇るどころかコンプレックスを持っており、指摘されると不愉快な感情を見せる。服は「胸が入る」ことを重視しているため、デザインは二の次。足が少し太いと思っているため、パンツルックやルーズソックスが多い。
メインキャラの中では最もクールな常識人で、主にツッコミ担当。
成績は優秀だが、ある1科目だけ苦手。中学の頃から常に学年2位。運動もそこそこできる。
2年の進級時から学年トップの王城なむとクラスメイトになるが、目の上のたんこぶのはずのなむを恨んだりはせず、普通に友人として付き合っている（山伏にはよく茶化されている）。学業以外でもなむに負けることが多く、なにかと「2」という数字と縁が深い。
山伏 実希代（やまぶし みきよ）
声：白石涼子
まりあたちのクラスメイト。1月3日生まれ。血液型はB型。身長159cm。まりあたちが1年の時、クラスに転校してきた。
現役の山伏である。名前の由来は「密教」から。
青いショートヘアー。あまり手入れをしていないらしくボサボサ。山伏らしく、赤い頭巾（とうきん：多角形の小さな帽子状のもの）を着けている。瞳はライトブルー。
胸はかなり薄い。3歳の頃からサラシを巻いていて、胸が薄いのはそのせいらしい。
山伏の修行で身体を鍛えているため、元気娘。性格はややがさつ。
学校の成績は、体育実技以外はまったくダメ（体育実技でも水泳は苦手）。1年の時の実力テストは学年最下位だった。さらに、4人の中では唯一、2年から3年への進級のために補習と特別課題を課せられた。勉強が苦手以前に、勉強そのものにやる気がないタイプ。
父の真言に恋愛感情すら抱いている、重度のファザコン。将来の夢は『パパのおよめさん』であり、学校の三者懇談でもそう答えたが、父によって内部進学に変更させられた。
マンション住まい。下着はサラシやスパッツなど、見られても構わないものばかり。
料理下手ではない(お菓子作りやおせち作りを手伝う描写がある)が、家庭の寂しさから他人が作れる状況ならば作ってもらいたがる。
王城 なむ（おうじょう なむ）
声：能登麻美子
まりあたちのクラスメイト。4月8日生まれ。血液型はAB型（RH(-)）。身長142cmだが、身体測定時にはカチューシャを外し、爆発状態の髪により167cmとなる。体重36kg（後に、少し成長して38kgに増加）。1年時は別のクラスだった。
自宅は寺で自身も僧侶。すでに得度している。
ライトグリーンのショートヘアー。強い癖毛で、そのままだと爆発状態になるため、赤いカチューシャで留めている。おでこの生え際に1束のアホ毛がある。瞳は赤。眉毛が薄く睫毛が長い。視力は両眼とも裸眼で2.0。
身体が極端に弱い。軽い運動で骨折し、救急車で運ばれることもしばしば。総合病院のヌシと言われるほど、いつも病院通いをしている。
虚弱体質のため学校を休みがちだが、学業の成績は極めて優秀で、体育実技以外は常に学年トップ。このため、出席日数が足りなくても留年を免れている。
ボディは完全にお子さま体形で、当然ながら胸は平原。
体調が悪くなると、口から魂らしきものが出てくる（顔とアホ毛つき）。
しゃべる時は、ごく短いセリフしか言わない。ただ、本気で怒ると長くしゃべることがある。
昼食は弁当。世話役の2人が持って来る。
ヤキソバが好物だが、他にもジャンクフード類全般を好む。家では精進料理や質素な食事がメインなので、その反動のようだ。同世代の友人と食べるジャンク・外食・こってり系に幸せを感じるらしい。
私服は水着を除いて和服。遠足の時には作務衣を着用。ただし、ハワイへの修学旅行の際は洋服を着用している。和服メインなのは親の方針で、本人は洋服(それもかなりすごいやつ)を着たいと思っている。
真言（実希代の父）に惹かれているような描写がある（本人は自覚なし）。
明暗寺 暗（めいあんじ くらら）
まりあたちの隣のクラスの女生徒であり、妹の明とともにプロの探偵。9月6日生まれ。身長は167cm、血液型はA型。
2年目の冬に、まりあを探すべく教会の近所に引っ越してきた。
虚無僧。常に深編笠（天蓋）をかぶり、めったに素顔を見せないが、実はクールビューティー系の美人。黒のロングヘアーをポニーテールにしている。
胸が大きく、そのことでくりこから相談を受けたことがある。
実家「明暗探偵社」日本支部の後継者であり、将来は探偵社の現場部門を継ぐことになっている。そのための社会経験として多くのアルバイトをしている。
体術の心得があり、銀行強盗も制圧できるほどだが、容姿の割に天然な所も多い（深編笠の上に覆面をかぶる、幽霊に体術が効かないことに気がついて驚愕するなど）。
オニギリが好物であり、一人でいるときはオニギリばかり食べている。
明暗寺 明（めいあんじ あきら）
3年に進級したまりあたちのクラスに転入して来た、暗の実妹。姉の暗共々、プロの探偵。生年月日・身長・血液型は全て暗と同じだが、暗とは異なりスレンダー体型であり、そのことに悩んでいる節がある。
金髪のロングヘアーをツインテールにしている。私服はチャイナドレスを主に着用している。
「ですわ」「ますわ」など丁寧な口調で話す。（だが、そのせいでセリフが長くなるため、作者は後悔しているとのこと。）
晴の依頼を受けてまりあを調べており、まりあに晴を引き合わせた張本人。
転校生で積立金を払っていなかったため、ハワイへの修学旅行には行かなかった。
将来は探偵社の経営を継ぐことになっており、そのための修行として株式投資を行っている。だが、あまり成功はしていない模様。

### 教師
谷 恭士（たに きょうし）
声：矢部雅史
まりあたちの高校の男性教師。担当教科は国語。1・2年時のまりあたちの担任。名前の由来は「担任教師（「た」ん「に」ん「きょうし」）」から。
2頭身で身長が非常に低く、くりこの腰ぐらいまでしかない。授業には踏み台を使うこともある。
頭は平べったい楕円球形で、髪は側頭部～後頭部にしかない。体重も風船3個で浮くほど軽いらしく、女性でも軽々と抱き上げられる。
保健医の黒野先生から一方的なラブコールを受け、何やら「いろいろなこと」をされている。そのため、保健室に行くのを極端に怖がる。
黒野先生とデートしたこともあるが、その時も恐怖を感じるようなことをいろいろとされたらしい。心が広く寛大で、黒野先生の行為も気持ちはありがたいと思っているため、強く拒むことができないでいる。
まりあたちの3年への進級時、教頭に昇進。それを機に、口ひげを生やした。形から入るタイプらしい。
お見合いの席で、黒野先生と結婚する意思を明かした。
黒野 美砂子（くろの みさこ）
声：進藤尚美
まりあたちの高校の女性教師であり、自身もこの学校（小学部）の卒業生。6月6日生まれ。身長166cm。体重は非公開。
まりあたちが1・2年時は学校の保健医を務めたが、まりあたちが3年への進級時にはまりあたちのクラス担任となる。担当は生物。
名前の由来は「黒ミサ」。本人曰く「悪魔崇拝者（サタニスト）」。盛り塩や教会の十字架で体が弱ってしまう描写がみられる。
実は「白野総合病院」の院長令嬢であり、学校外では呪いから身を守るため、本名を隠して「白野」で通してきた。学校では全ての信仰が保護されるため、本名で過ごしている。
青紫色のロングヘアーをポニーテールにしている。
美人だが、常にオカルトチックな雰囲気を漂わせている。口調は不気味でゆっくり。セリフの間にやたらと「…」が挟まっている。
保健室には、なぜかヘビやクモなどの標本が並び、床には魔法陣のようなものまで描かれている。
「ヌルヌル虫」という正体不明の生物を飼っている。解熱から保湿まで使える万能薬になるらしい。
谷先生が大好きであるが、その愛情はどこか歪んでいる。ことあるごとに谷先生を拉致して「いろいろなこと」を（強引に）しているらしいが全年齢誌でもあるためその詳細は語られない。中学を入る前に海外に移住して谷先生の生徒にはなれなかったが、側に居たいがために飛び級で医大を出て保健医となった。
谷先生が結婚相手を探していることを聞き、変装して谷先生とお見合いをし、その場で谷先生への思いを明かした。
修学旅行で規律違反をしたまりあ達を厳しく叱り、その一方でまりあ達に買い物の機会を与えるなど、責任感のある教師らしい一面も見せる。

### その他
ジョージ神父
まりあを引き取り育てた神父。まりあからは「神父様」と呼ばれている。
首のくびれがなく、胴体から頭頂までまっすぐ。糸目で、いつも青い僧帽をかぶっている。口ひげを生やしている。
神職ホストクラブのホスト体験をさせられたことがある。
土御門 晴（つちみかど はれ）
まりあの実妹。2月21日生まれ、身長は149cm。
明暗寺の姉妹探偵に、姉の捜索を依頼していた。現在は明暗寺姉妹の保護下で共同生活をしている。
共に遺産を継いで欲しいと言いつつ借金を背負わせようとするなど、腹黒い所がある（暗の機転により阻止された）。
まりあを想う心は本物のようであるが、いざ対面すると素直に気持ちを表現できないツンデレ的な性格。
鳥居 たまも（とりい たまも）
声：福井裕佳梨
くりこの姉。8月1日生まれのO型、身長は164cm。
名前の由来は、九尾のキツネ「玉藻の前」から。しかし、図らずもくりこと合わせて「くり」「たま」となってしまい、作者は頭を抱えているらしい。
まりあたちと同じ高校を出ており、黒野先生のこともよく知っている。現在はその高校の付属の短大に進学している。
くりこよりも胸が大きく、性格が天然系のため、よくモテる。縁結びに来た参拝客の男性に一目惚れされ破局に追い込んでしまったため、一時は神社が縁切り神社と噂されるようになった。
昔から許婚がいるため、神社は妹のくりこが継ぐことになっている。
辛いものが好きであり、大盛りのからしをつけたおでんも難なく平らげてしまう。
手書きの文字は丸文字。無理して普通の文字を書こうとすると集中力を多大に消費し、誤字が増えてしまう。
運転免許を取ったばかりだが、話しかけられたり、自分が話したりすると集中力が途切れ、運転がおろそかになり危険。常人にはありえないようなアクロバティックな運転であり、乗っているまりあ達が恐怖を感じるほど。その後、視力が下がったため眼鏡をかけ始めたが、眼鏡を外すと逆に運転が上手になる。
山伏 真言（やまぶし まこと）
実希代の父。38歳。
神職ホストクラブ「悟」（さとる）に勤めるホスト。若々しくハンサムで、客からの人気も高い。
実希代は養子かも知れない、という描写がある（養子縁組の書類、アメリカなら結婚できる等）。
なむとの見合いの際に「再婚するつもりはない」と言っているが、作者によると一部ウソらしい。
ハンサム
珍しい雄の三毛猫。なむが野原で拾い、真言が引き取ってホストクラブのマスコットにしている。
なむが「のはら」と名づけていたが、真言のつけた「ハンサム」が正式名になっている（なむも了解済み）。
坂（さか）&網田（あみだ）
声：矢部雅史（坂）、藤井啓輔（網田）
なむの世話係の2人組。どちらも剃髪し僧衣を着ている若き修行僧。いつもサングラスをかけている。
名前の由来は、釈迦→坂、阿弥陀→網田。立派な由来だが行動がいい加減で、作者も涙。
2人はサングラスの形の違いで見分けられるが、今のところどちらが坂か網田かは明示されていない。初期と現在ではサングラスの形が違っている（初期:楕円と四角形　現在:円と半円）。
普段はなむのいる場所の天井裏で、こっそり待機している。学校はもちろん他人の家にも堂々と侵入している。なむ関連のことで騒ぎすぎる、墓地の掃除をサボるなど、お世辞にも真面目な修行僧とはいえないような言動が見られる。そのせいで住職から叱られることもある。
住職
王城寺の住職であり、なむの父。幼少のころから、病弱ななむの身を案じてきた。谷先生とそっくりの外見であるが、特に血縁関係はない。
作者（湖西晶）
単行本各巻巻末の「あとがき」に相当する書き下ろし漫画に登場し、まりあたちと共演している。
ここでの自画像はなむの父にそっくり。そのため区別と、また女性であることから、頭に蝶結びのリボンを付けている。

## 主な舞台
高校
まりあ達が通う学校。私立の学校で、校名は不明。
「学生の宗教上の理由は最大限これを尊重する」という校則のため、生徒には宗教関係者が多い。
宗教関係者推薦枠があり、まりあと実希代はこれが適用されている。
中高エスカレータ式で、短大もある。
学食は、宗教関係の制約が多いためか、メニューが非常に豊富。また、マヨネーズが使い放題。
まりあたちの修学旅行先はハワイ。
教会
まりあと神父が住む。
経営が苦しいらしいが、その割には食材などをよく腐らせたりする。
附属の保育園がある。まりあは一時期ここの保母を目指していた。
神社
くりこの自宅。教会とはすぐ近所。
縁結びの神を祀っているらしい。お使いはキツネ。黒野先生が谷先生との縁結びを願った絵馬が大量に奉納されている。
王城寺（おうじょうじ）
なむの自宅である寺。長い石段の上にある。裏山があるが、道に迷って遭難するほど広大。
明暗探偵社
世界規模で活動している探偵社。日本には最近進出した。
社長は暗と明の父。まりあの母とは幼馴染であり、その縁でまりあの捜索、および土御門家の借金管理を引き受けている。ハワイへの修学旅行でまりあが失踪した際は、ホノルル支社が捜索に協力した。
土御門家
まりあと晴の本当の実家。
神社の神主であり、陰陽道を継いでいた。
かつて陰陽道ブームの際に詐欺に遭い、多額の借金を負う。借金の取立てから逃れるため、まりあは教会に預けられた。
現在、まりあの母はギャンブラー、父はマグロ漁師として生計を立てている模様。

## 書誌情報等

### 単行本
芳文社より「まんがタイムKRコミックス」として刊行されている。
| 巻数  | 初版発行日付（発売日）           | ISBN              |
| ----- | -------------------------------- | ----------------- |
| 第1巻 | 2005年1月12日 （2004年12月27日） | 4-8322-7524-0     |
| 第2巻 | 2005年9月11日 （2005年12月27日） | 4-8322-7544-5     |
| 第3巻 | 2006年7月12日 （2006年6月27日）  | 4-8322-7580-1     |
| 第4巻 | 2007年8月11日 （2007年7月27日）  | 978-4-8322-7641-3 |
| 第5巻 | 2008年10月12日 （2008年9月27日） | 978-4-8322-7732-8 |
| 第6巻 | 2010年5月12日 （2010年4月27日）  | 978-4-8322-7905-6 |
| 第7巻 | 2011年3月13日 （2011年2月26日）  | 978-4-8322-7996-4 |
| 第8巻 | 2012年3月13日 （2012年2月27日）  | 978-4-8322-4115-2 |
| 第9巻 | 2013年3月14日 （2013年2月27日）  | 978-4-8322-4264-7 |

各巻のカバー折り返しには、谷先生の顔を描いた洋菓子や料理の写真（表紙側）と、そのレシピ（裏表紙側）が掲載されている。レシピ部には、なぜか必ず谷先生と黒野先生が登場する。
また、カバーをはずした本体表紙には、第4巻まではカバーと同じキャラクターの着せ替えセットが描かれている。第5巻以後は、おまけまんがとなっている。

### 小説
芳文社より「芳文社KR文庫」として刊行されている。
1. かみさまのいうとおり!ノベル　おやすみの日のすごしかた（著者:神代いづみ 原作・イラスト：湖西晶 2007年4月30日発行） ISBN 978-4-8322-0252-8

### ドラマCD
「ドラマCD かみさまのいうとおり!」は、2006年4月21日にマリン・エンタテインメントより発売された。品番:MMCC-4093。
春をテーマにしたオリジナルストーリー4話と、出演声優のコメントを収録している。
なお、初回プレス分には限定特典としてオリジナルポケットティッシュが封入されている。